# USS Kearny (DD-432)
L'USS Kearny (DD-432) est un destroyer de classe Gleaves en service dans la marine des États-Unis pendant la Seconde Guerre mondiale. Il fut le seul navire nommé en l'honneur du commodore Lawrence Kearny (1789-1868).
Sa quille est posé le 1er mars 1939 au chantier naval Federal Shipbuilding and Drydock Company de Kearny, dans le New Jersey. Il est lancé le 9 mars 1940, parrainé par Mme Mary Kearny, et mis en service le 13 septembre 1940 sous le commandement du commander Anthony L. Danis.

## Historique
Après ses essais en mer, le Kearny appareille du port de New York à destination de Saint-Thomas, où il participe jusqu'au 9 mars aux patrouilles de neutralité au large de Fort-de-France, dans les Antilles françaises. Le destroyer patrouille autour de San Juan et escorte des navires dans la région de Norfolk jusqu'en août, date à laquelle il prend la mer le Dominion de Terre-Neuve afin d'escorter des convois de l'Atlantique Nord.

### Convois escortés
| Convoi | Groupe d'escorte | Dates                         | Notes                                                                               |
| ------ | ---------------- | ----------------------------- | ----------------------------------------------------------------------------------- |
| HX 151 | —                | 24 septembre-1er octobre 1941 | Trajet Terre-Neuve-Islande avant la déclaration de guerre des États-Unis            |
| ON 24  | —                | 13-14 octobre 1941            | Trajet Islande-Terre-Neuve avant la déclaration de guerre des États-Unis            |
| SC 48  | —                | 16-17 octobre 1941            | Convoi escorté avant la déclaration de guerre des États-Unis ; torpillé par l'U-568 |
| AT 18  | —                | 6-17 août 1942                | Transports de troupes de New York à Firth of Clyde                                  |

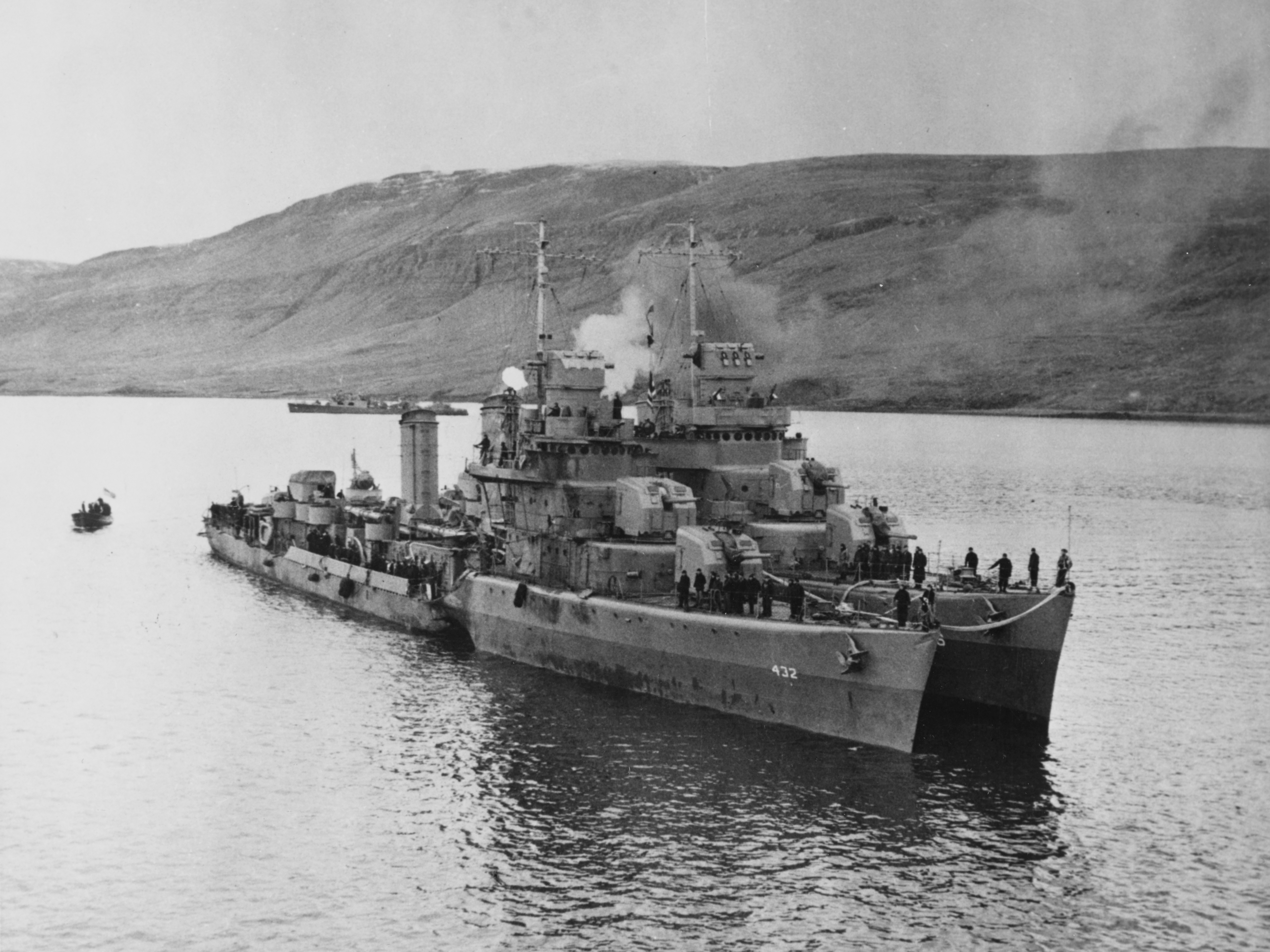
Le Kearny à Reykjavik aux côtés du deux jours après avoir été endommagé. À noter l'impact de la torpille du côté tribord.

En octobre 1941, pendant la Seconde Guerre mondiale, alors que les États-Unis étaient encore officiellement neutres, le Kearny est amarré à Reykjavik, en Islande, alors occupée par les États-Unis. Une « meute de loups » de sous-marins allemands attaque un convoi britannique à proximité, le groupe d'escorte canadien étant rapidement dépassé. Le 16 octobre, l'escorte est renforcée par des destroyers de l'US Group TU 4.1.4 venant du convoi dispersé ON 24. Dans la matinée du 17 octobre, les submersibles attaquent le convoi. Le croyant britannique, l'U-568 tire quatre torpilles, dont une endommage le Kearny à tribord. Le destroyer atteint Hvalfjordhur, en Islande, par ses propres moyens, avec onze morts et vingt-quatre blessés. Ce sont les premières victimes américaine dans la bataille de l'Atlantique.
Après des réparations temporaires, le Kearny quitte l'île le jour de Noël 1941 pour Boston qu'il atteint six jours plus tard en vue de réparations permanentes.
Du 5 avril au 28 septembre 1942, le Kearny escorte des convois vers la Grande-Bretagne, le canal de Panama et Galveston, au Texas. À la fin de septembre, il est affecté à la force d'invasion de l'opération Torch. Il sert d'écran pour les USS Texas et Savannah en tant qu'appui-feu, abattant un avion ennemi et escortant des transports de troupes à Safi, au Maroc français. Le Kearny quitte le théâtre d'invasion et ramène un convoi à New York le 3 décembre 1942.
Pendant la majeure partie de 1943, le Kearny escorte des navires à Port of Spain, Trinidad, Recife et Casablanca. Le 25 novembre 1943, le Kearny rejoint le groupe « hunter-killer », une force opérationnelle opérante autour du porte-avions d'escorte Core le 25 novembre. Au cours de la journée du 1er janvier 1944, en compagnie des avions du Core, le Kearny lance une attaque de charges de profondeur contre un sous-marin allemand, provoquant une importante marée noire. Le destroyer retourne à New York le 18 janvier.
Le mois suivant, le Kearny rejoint la huitième flotte opérant au large de l'Algérie française. Le 10 mars, il est rattaché au croiseur Brooklyn dans un groupe fournissant un soutien de tir pour la 5e armée américaine combattant en Italie. En raison de leurs allers-retours quotidiens dans la région de la pointe de plage d'Anzio, les navires de guerre sont baptisés « Anzio Express ». Ils ont été honorés par le commandant de la cinquième armée, le général Mark W. Clark, pour cette aide fournie dans cette opération.

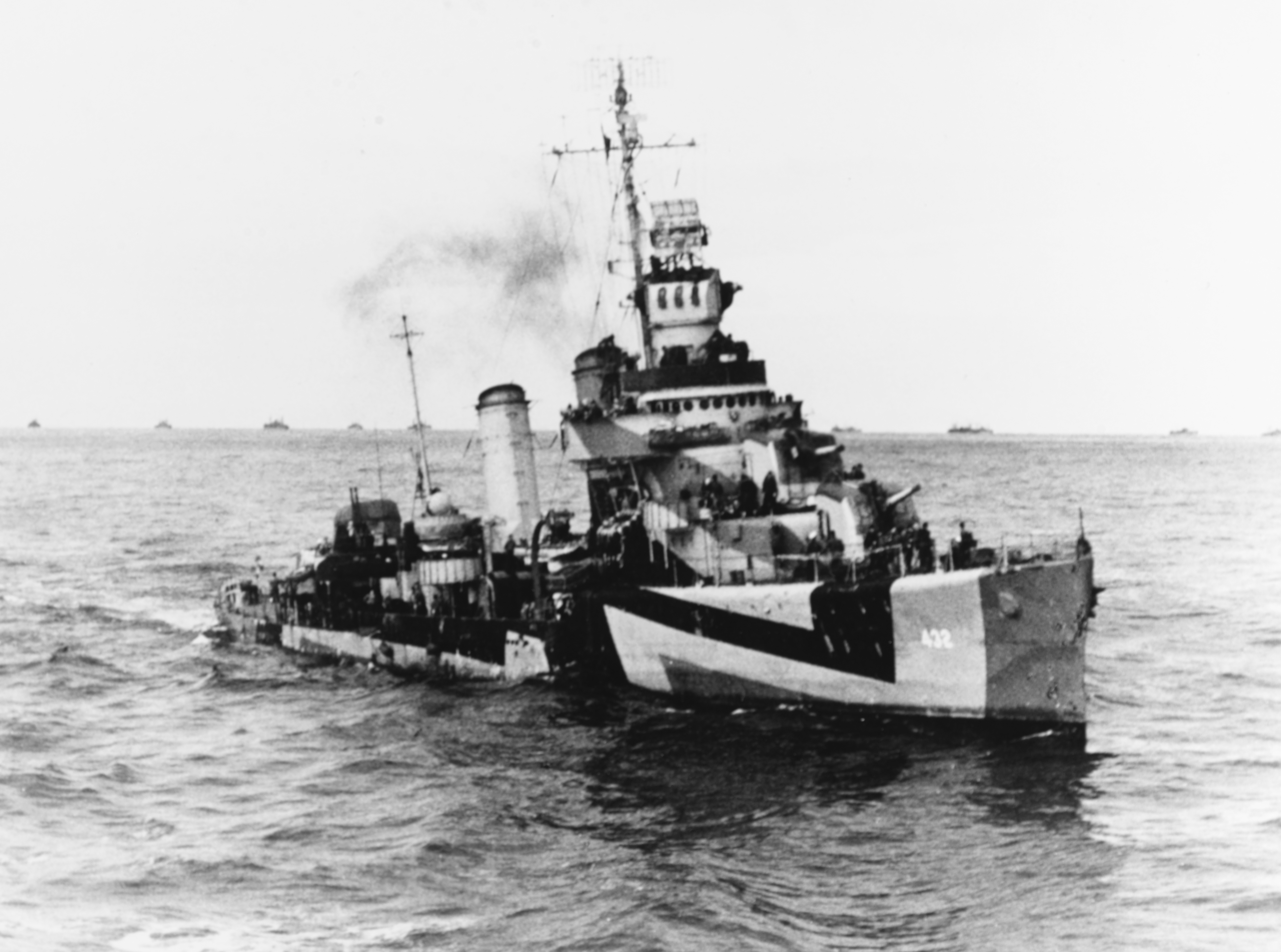
Le Kearny au large de Gibraltar vers 1944.

Le Kearny est ensuite détaché du groupe début juin et atteint Anzio seul pour son dernier appui-feu naval, afin d'aider les troupes alliées avant leur percée et leur capture de Rome. Il escorte un énième convoi avant de partir pour l'invasion du sud de la France le 15 août.
Le Kearny offre un soutien naval pour la plage baptisé « Red Beach », dans la baie de Cavalaire, bombardant une batterie côtière dans la zone du débarquement. Il sert d'écran pour les lourds navires de soutien et pose des écrans de fumée au large de Toulon. Le 19 août 1944, il entame deux mois de service d'escorte de troupes entre Naples et le sud de la France.
Par la suite, le Kearny effectue plusieurs voyages transatlantiques entre New York et Oran. Le 6 août 1945, le Kearny emprunte le canal de Panama pour se rendre dans le Pacifique et atteint Pearl Harbor à la fin du mois d'août, peu après la fin des hostilités. Le destroyer escorte un escadron transportant des troupes d'occupation au Japon via Saipan et arrive à Wakayama le 27 septembre. Au cours du mois suivant, le Kearny effectue plusieurs voyages aux Philippines et à Okinawa avant de revenir au Japon en octobre. Il appareille finalement de Wakayama le 29 octobre 1945, afin de rejoindre la côte Est du continent américain via Pearl Harbor, San Diego et le canal de Panama, arrivant à Charleston, en Caroline du Sud, le 5 décembre 1945.
Désarmé le 7 mars 1946, le bâtiment rejoint la réserve avant son transfert à Orange, au Texas. Rayé du Naval Vessel Register le 1er juin 1971, il est vendu pour démolition le 6 octobre 1972 et mis au rebut dans la foulée.

## Décorations
- American Defense Service Medal avec agrafe « FLEET » et devise « A »
- European-African-Middle Eastern Campaign Medal avec trois Services stars
- Asiatic-Pacific Campaign Medal
- World War II Victory Medal
- Navy Occupation Medal avec agrafe « ASIA »